# Франсоа Вијон
Франсоа Вијон (фр. François Villon; рођен 1431. или 1432 - нестао 1463) био је први модерни француски песник и представник последње фазе у развоју средњовековне француске књижевности.

## Биографија
Франсоа Вијон (право име Francois de Montcorbier) рођен је у Паризу, у време енглеске окупације, при крају стогодишњег рата. Сиромашна и необразована мајка рано га је поверила ученом и угледном црквеном човеку Гијому Вијону, чије је презиме наследио. Уписује студије и стиче све предвиђене универзитетске степене, али већ тада показује склоност ка разузданом и немирном животу. Због једне жене, изазван, 1455. године убија неког свештеника и бежи. Следеће године, користећи се амнестијом француског краља Шарла Седмог, враћа се у Париз и учествује у провали у Наварски колеж, заједно са групом калуђера и клерика. Отада лута широм Француске и пише поезију. Опет га хапсе 1461. у месту Meung sur-Loire, али због проласка новоизабраног краља Луја Једанаестог ослобађају га. Крајем 1462. године, због учествовања у неком окршају, осуђен је на смрт. Врховни суд га ослобађа у јануару 1463. и протерује на десет година из Париза. Отада му се губи сваки траг, али настављају да круже приче о његовом каснијем животу. Те приче саопштава и Рабле, али оне нису никад потврђене.

## Дело
Вијон представља традицију нецензурисаног, интимног говора, сматра Паунд. Он није марио пуно за средњовековне традиције, нити је хтео да оживи реторику Римљана. Паунд тврди да Вијон није имао праве претходнике у средњем веку – у поезију се по њему није унело ништа ново од Дантеа до Вијона. 14. и 15 век. су време опадања куртоазног идеала. Ипак, Гијом де Машо је створио, или довео до савршенства форме Баладе, краљевске поеме, ронда и тужбалице – које ће Вијон користити Међутим код Дешана, Кристине Пизанске, Алана Шартијеа и Шарла Орлеанског не налазимо неконвенцијалност Вијона – поезија је окренута ка формализму Машоовог Ars Poetique кога је познавање версификације учинило шефом песничке школе.
Песници 15. века учествовали су у поетици ангажовања, дебате, и такмичења. Имали су скупове које су звали puy на којима су размењивали идеје о строфама и обради стандардних мотива. Тако су доводили у везу моћ и симболички поредак. Будући пријатељ Шарла Орлеанског, и учен у уметности, Франсоа Вијон је био продукт једне такве поетике.
Може се доказати да је Вијон на одређен начин учествао у овој дебатној култури средњег века. У тим лирским песмама и питањима која кристализују може се уочити разговор са претходницима и читаоцима или слушаоцима
Вијон са друге стране рођен је 1431. као Франсоа де Монкобје. Од дванаесте године (1443) студирао је на Сорбони захваљујући Гијому Вијону који га је прихватио. Стекао је мастер 1452. године. Међутим, право да предаје изгубио је три године од тада убивши попа. Опроштено му је следеће године, али је опет оптужен због провале на Наварски универзитет, па је морао да оде у прогонство. Тада пише Мало Завештање, и отпочиње живот луталице, члана банде лопова, али опет стиже у затвор. Тибо д Осињи осудио га је 1461, а ослободио декрет Луја XI 1461. По ослобађању из затвора пише Велико завештање. Након тога је због новог дела осуђен на вешање, 1463. и од тада се Вијону губи траг.
Вијонова поезија и живот блиско су везани зато што он по свом лику ствара лирски субјекат који затим склапа та шаљива завештања. У њима, што их такође везује, шала није сама себи циљ – у њима се осуђује друштвена неједнакост и неправда међу слојевима.
Сама идеја потиче од грађанске поезије 13. века и завештања Бодела, Фастума и де ла Хала, а овом се тематиком бавио и песников савременик Алан Шартије. Форме у којима Вијон пише, такође су обилно коришћене пре њега, а оно ново што он уноси у поезију и због чега га зову првим модерним песником је читава бурлескна слика створена у маниру даровања са каламбурима и двосмислицама; живост потакнуту вулгаризмима, уличарским говором и богатим упечатљивим римама
Вијон је био велики иноватор у поетским темама, а кроз њих и иноватор форми. Разумео је савршено средњовековни дворски идеал, али се одлучивао да пише против њега у корист олоши и никоговића осуђених на вешање, срећно улазећи у пародију и ниске вицеве. Константно је усавршавао дикцију и речник.
Завештања су позајмљена форма у којој је Алан Шартије пре Вијона достигао савршенство. Баладе такође није измислио. Ипак, идеја да октаве преплиће баладама, па и осталим формама, као начело организације, представља у потпуности Вијонову новину. Тек када имамо у виду нарцисоидно брижну организацију, улазимо у суштину Вијоновог дела. Ту се аутобиографски моменти нижу у секвенцама по пет-шест строфа. У студирању тема којима се бавио схвата се непосредан додир песника са Смрћу, прераним старењем и Завештања су састављена као тестамент – пун ироније.
Мићевић каже да Вијон, помирен са својом бедом, као јединим узроком љубавних неуспеха и болести, окреће правац подземљу, свету курви, дроља, лопова и пропалитета..Ту проналази, речју и ритмом, племенитост и свевременост поезије. Мићевић закључује како је Вијонов дело велико писмо човечанству и садржи оно што и треба – побуну и поруку наде.
Вијонова уметност постоји због Вијона. Он се не претвара да се жртвовао свом делу. Вијон никада не заборавља свог фасцинантног револтираног себе. Његова песма је себична кроз самоапсорпцију. Вијонов језик је зато језик патње, ругања, а песник заузима своје јединствено место у књижевности јер је једини песник без илузија.
Вијон нема срама, и не правда се – ни пред Богом, нит пред собом. Његова величина је у томе што несвесно поручује је да човек има право да буде тај ко је.
Како Вијон инкорпорира традицију средњовековља – Већ смо помињали форму тестамента, али да би она постигла комичан ефекат песник се игра са мотивом рањеног витеза несрећно заљубљеног у немилосрдну даму. Комика пропливава из сиромаштва и пргавости онога који дарује. Песник је испевао Завештања као ођек свог неприкривеног личног става. И зато је он лирски, исказује разноврстан и широк спектар интензивних људских емоција. Ипак, Завештања се могу гледати као сазревање песниковог духа. Док је Мало одраз шаљивог, дивљег младог доба, Велико је зрело остварење – збирка свих Вијонових остварења које уједињује основна тема – опраштање од живота и света.
Мало Завештање песник саставља како нам сам каже, о Божићу – Ново рађање и нов почетак, у ком се песник одриче свих веза које су га спутавале. Одмах успоставља своју пародију правног стила у коме свака нова заоставштина почиње са «итем», а класификација предмета подсећа на схоластику. Овакво третирање шаљивог објекта чини га још смешнијим. Он завешта као прави богаташ – прво своје име, распусника и париске луталице, своме поочиму Гијому де Вијону.
Иако прати аристократски тестамент, да се завештају мач, коњ, ловачки пас и слично – да би то завештање причало песникову животну причу, и одражавало схватање нижих слојева он каже да мач треба откупити из кафане, а да се коњ налази као фирма изнад врата кафане. У истом маниру, берберину оставља исечке косе, обућару старе ципеле, а кројачу одело. Његово даривање иде до сврепости – дарује затвореницима наклоност тамничарке, а сиромасима који спавају испред, песницу у око да се разбуде.
Мало завештање састоји се од 320 октосилабичких стихова подељених у 40 станци по 8 стихова. У првом добијамо датум састављања (1456), а у другом име аутора, што је био средњовековни обичај. Песма је врло лична и говори одређене податке о Вијоновим сарадницима и кратањима. Пред бегом у Анже песник завешта своју имовину онима који остају. Гијому Вијону завешта славу док срце оставља окрутној Катарини. Разним слојевима друштва оставља апстракције и тривијалности. Делови песме су наизменично реалистични, сатирични, лирични, фарсични. Узвишено и гротескно у Малом Завештању су под руку. Та књижевна техника поново је оживела у романтизму.
Велико Завештање написано је пет година касније, и показује зрелост. Централна тема у њему служи и као оквир јер је у текст од 2000 стихова уткано 16 балада, 2 рондоа, песма, и покајање. Знатно је богатије људима, свих профила, а почиње са окрутним бискупом Тибо д Осињијем који га је притворио.
Теме Великог Завештања су осећај горчине због патњи и разочарења у љубав; покајања, Вијонових мисли током периода кајања као и изгубљеног живота. Неизбежна је тема смрти, блиске или далеке. Али чак и меланхолични делови и очајавајуће сцене, прекинути су угодностима и кловнаријама које их у таквом контрасту чине још једноставнијим.
Велико завештање је наставак и развијање Малог. Опет је активан мотив опраштања, природа стихова је лирска – песников најличнији став према свету и људима, са тим што је Велико Завештање горче, озбиљније и дубље.
Песник га почиње са тридесет година као и Данте своју Комедију – што је за њега, пола пута између мудрости и лудости.
Почињући првим завештањима, он уводи хомерску тему обавезности смрти и тога да је она лакша за сиромахе. Да би боље илустровао ту тему он уводи шест балада о људима прошлих времена.
Смрт учини да дрхти, бледи
Нос савије се, брекну вене,
Рат надује се, кожа следи
руке и жиле издужене
О тако нежно тело жене

Гиздаво, здраво, жељно плеса
Зар ће у таквом злу да свене?
Да, ил још жио на небеса.
Вијон пластично и шаљиво описује како ми је љубав изменила перцепцију света – небо велика тучна тава. Облак дебела кожа вола – ствари које имају духовни значај постају материјалне. Крај тога је његов пад

Тако ме љубав бедно слага,
И доведе ме пред двер ову.
Али, брзо се исправља Вијон у својој игри кајања и опроста – зар љубав тако не чини са свима ?
Свак даће гаће њој и лову
Ако овако буде тлачен.

Једна од балада, о женама прошлих времена има сјајан рефрен о ланским снеговима. Желећи да покаже како и језик током векова губи свој облик, употребљава старофранцуски који се говорио у XIII веку. Некадашња госпа из «Жал лепе шлемарке» пореди њено некадашње тело са садашњим, део по део, и пластично.
Тек од око 800 стиха Вијон отпочиње прави тестамент уз Итем пред сваку строфу. Душу заветује светом тројству, а тело земљи и тада његове игре са даровањем постају узвишене:
Црви у мом телу неће наћи масти
Много га је измучила тешким ратом глад. 
Вијон се одриче улоге љубавника, јер је за љубав «само шака праха». Вијон измишља и Фремена, фиктивног писара коме диктира свој тестамент. Једине не апстрактне ствари он поклања поочиму – своју Библиотеку и један роман Ђаваљев прд, док мајци оставља молитву за Богородицу. У тој песми мајсторски обликује снажно и ватрено, Али детињасто и наивно веровање необразоване средњовековне жене са рефреном «за ту веру живим и умрећу».
Уцвала сам немам тело младо
Ништа не знам, тупа сам и стара
Ал'у твојој Цркви гледам радо
Рај насликан, пун песме и шара....
Одатле, дарови постају немогући и необични и овде се Вијон свети својим непријатељима – Балада Жану Котару, љубитељу вина којом се све пијанице моле за благослов. Своје вербално богатство и смелост најбоље је изразио у балади о завидљивим језицима.
Балада о париским женама је љупка и симпатична балада која говори о говору Парижанки са рефреном – Нигде нема таквих језика као у Паризу. Ту је и Балада о дебелој Маргот – представници жена које је нимало платонски настројени Вијон, посећивао. Проститутка се слави због своје искрености, због тога што од ње знамо шта тачно да очекујемо
Истог греха означи нас љага
Лепши ко је? – ту не треба вага
Лако крпа нађе крпу задњу
Олош ми смо, олош нам крај прага
Нисмо склони части, част нас слага...
Балада за неверну драгу, која се завршава сва на Р поседује акростих у коме је његово име – Франсао. Рефрен је «Сиромах један да нађе свој мир». Црна лепота и опсена му не дају мира. Друга строфа почиње са акростихом Мартхе, што је било уобичајено име за жену сумњивог морала. Ту се љубав на комичан начин проклиње.
Балада обешених је нешто што одлично припремају завршни стихови Завештања. Вијон пева о смрти и једнакости људи пред костурницом париског гробља. Вршећи припреме за вешање. Вијон се још једном обраћа посетиоцима (Браћо људска што живите дуже), и тако пише свој Епитаф. Позив на разумевање и праштање из уста очајника контрастиран је због јачег ефекта са сликама врана које кљуцају обешене људе – и то је један од најузбудљивији уметнички уобличених излива људског бола.
Све време се залажући за мале људе и подземље, и у задњем моменту Вијон оставља за њих места. Себе, и то друштво лупежа он ставља за пример онима који су у животу имали више среће – то је Вијонов пут од личног до универзалног, стила који саздају париска скитница и магистар уметности који манипулише језиком. Тај раскошан стил је дакле песниково средство а не циљ.
Епитаф се наставља на версет или рондо, и ту Војон говори повест својих завештања – како је све раздао и поклонио, и додаје то да иако се покајао, биће погубљен. Тема опроштаја кулминира – моли посетиоце да дођу да му опросте, и каже
... јер љубавна стра га сета
њој жртвова муда болна
када крену с овог света.
Кнеза кога је раније зазивао ради опроста сада зове из других разлога да пре него што Вијона погубе, попије пола галона црног вина.
Друга Вијонова дела сврстана су у Разне песме, а она се такође односе на тематику кајања, и опраштања – Балада посланица – пријатељима из затвора тражи милост, са рефреном « Зар ту пустит јаднога Вијона», са очитим циљем да изазове јако сажаљење за свој положај. Он је крив за исте ствари које његови пријатељи на слободи раде. Моли за опрост од Цара
Балада обешених је тријумф пластичности и мере у ужасу
... Нас пе-шест се на ужету клима
месо које гојисмо раније
распало се и на нама гњије
Ту судбине обешених постају пример другим људима – Ми смо мртви, мртви најстварније, каже Вијон, а затим описује зачење тога детаљно
По свом ћефу ветар нас све бије
Ко напрстак збоцкане птицама.
На крају, у свом последњем стиху Вијон се обраћа Христу и на комичан начин каже да са паклом нема шале
Одвратна је нама адска тама
Људи ово место за спрд није
Већ молите да бог прости нама.